# Rachid Belmokhtar
Pour les articles homonymes, voir Benabdellah.
Rachid Belmokhtar (parfois transcrit Benmokhtar) Benabdellah, né en 1942 à Marrakech, est un ingénieur aéronautique, professeur et homme politique marocain.

## Biographie
Il fait ses études secondaires au lycée Regnault (lycée français de Tanger). Diplômé de l'Institut supérieur de l'aéronautique et de l'espace (Toulouse) et de l'International Institute of Management Development (Lausanne), il commence sa carrière chez IBM France en 1967. En 1973, avec d'autres ingénieurs, il fonde la première société marocaine de conseil en technologies de l'information, IMEG. En 1978, il devient président de la filiale marocaine de l'entreprise américaine d'ingénierie Parsons Brinckerhoff.
Professeur à l'école d'ingénieurs Mohammedia (1980-1995), il est nommé ministre de l'Éducation le 27 février 1995 dans le gouvernement d'Abdellatif Filali. Il conserve ce poste jusqu'en mars 1998, puis devient président de l'université Al Akhawayn. En 2006, le roi Mohammed VI le nomme président de l'Observatoire national du développement humain,.
Le 10 octobre 2013, il est nommé ministre de l'Éducation nationale et de la Formation professionnelle dans le gouvernement d'Abdel-Ilah Benkiran.
Le 1er décembre 2015, il présente son plan de sauvetage de l’enseignement public.
Sa stratégie, étalée sur quinze ans, met fin à la politique d’arabisation de l'enseignement lancée au Maroc il y a trente ans, après une bataille contre le Premier ministre marocain, Benkirane, et avec le soutien du roi Mohamed VI.
Le conseil des ministres marocains du 10 février 2016 tenu à Laâyoune, présidé par le roi Mohammed VI, valide la « mise en place de l’enseignement des matières scientifiques et techniques en français ». 